# Vieille-Chapelle
Vieille-Chapelle település Franciaországban, Pas-de-Calais megyében. Lakosainak száma 888 fő (2022. január 1.). Vieille-Chapelle Lestrem, La Couture és Richebourg községekkel határos.

## Népesség
A település népessége az elmúlt években az alábbi módon változott:
| Lakosok száma | 813  | 792  | 798  | 778  | 784  | 805  | 833  | 860  | 888  |
|               | 2013 | 2015 | 2016 | 2017 | 2018 | 2019 | 2020 | 2021 | 2022 |